# Voghera
Voghera es una localidad y comune italiana de la provincia de Pavía, en la región de Lombardía. Cuenta con una población de 39 238 habitantes.

## Geografía física

### Territorio
El territorio de Voghera se encuentra en la parte sudoccidental de Lombardía, al sur del río Po. Se encuentra a orillas del arroyo Staffora en la franja inicial del valle del Po, a pocos kilómetros del comienzo de las primeras colinas de los Apeninos. La casa municipal se encuentra a 96 m sobre el nivel del mar. Las quotas de los puntos más bajos y más altos del territorio municipal son, respectivamente, de 71 y 125 m sobre el nivel del mar.
La ciudad está ubicada en el paralelo 45° señalizado, en la autopista A21 Torino-Piacenza, cerca de Voghera, por una valla que da a las dos carreteras. El riesgo sísmico es bajo: el municipio se clasificó de hecho como «zona 3» («baja sismicidad»).

### Clima
Según la clasificación climática, el centro habitado está situado en la "zona E", 2685 GG. El clima del territorio de Voghera, similar al resto de la llanura padana, tiene peculiaridades que se remontan a la zona continental: los veranos son muy calurosos y se caracterizan por el fenómeno alfa, mientras que los inviernos a menudo son fríos. Durante el semestre de invierno, algunos días de niebla pueden ocurrir, incluso si el fenómeno es menos frecuente que en el pasado. De acuerdo con el promedio calculado en el período 1961-1990, el mes más frío (enero) registra una temperatura promedio de 0.3 °C, mientras que el mes más cálido (julio) es de 23.1 °C. La precipitación media anual es entre 650 y 700 mm.

## Demografía
| Gráfica de evolución demográfica de Voghera entre 1861 y 2001 |
|                                                               |
| Fuente ISTAT - elaboración gráfica de Wikipedia               |